# Eremedaille voor Sportonderwijs en de Sporten
De Eremedaille voor Sportonderwijs en de Sporten, (Frans:Médaille d’honneur de l'Éducation Physique et des Sports) was een Franse onderscheiding voor sportonderwijs en sportbeoefening. De medaille werd op 27 november 1946 ingesteld als opvolger van de Eremedaille voor Sportonderwijs en op 6 juli 1956 omgedoopt tot Eremedaille voor de Jeugd en de Sport.
De onderscheidingen die de Franse staat voor het bevorderen van de sportbeoefening uitreikte veranderden steeds van naam, en ook van uiterlijk. De leeuwenkop boven de medaille en het lint bleven gelijk, maar de medaille zelf kreeg in 1946 een iets ander ontwerp.
Het decreet van 1929 voorzag in vier rangen of "échelons". 
- Bronzen medaille
- Zilveren medaille
- Verguld zilveren medaille (vermeil)
- Gouden medaille

De medaille was tussen 1929 en 1939 vooral voor verdiensten uitgereikt. Nu kwam de nadruk op jubilea te liggen. 
- Brons voor 8 jaar inspanningen ("services")
- Zilver voor 13 jaar instanningen
- Goud voor 16 jaar inspanningen.

In eerste instantie werden voor Parijs en voor de Franse overzeesche gebieden jaarlijkse quota of "contingents annuel" vastgesteld. Dergelijke quota zijn in het Franse decoratiestelsel gebruikelijk. Later werden die quota voor alle verleningen bepalend. 
Het ging om 3000 bronzen, 1500 zilveren en 200 gouden medailles per jaar. Een decreet van 23 juli 1951 verhoogde dat aantal tot 4500 bronzen, 2250 zilveren en 450 gouden medailles. Bij grote toernooien werden "hors contingent" en "à titre exceptionnel" extra medailles uitgereikt.  

## De medaille
De medaille had nog steeds een diameter van 27 millimeter en was door Édouard Fraisse gegraveerd. 
Boven de ronde medaille is een leeuwenkop bevestigd waarin ook de verbinding met het lint schuilgaat. Op de voorzijde van de medaille is zoals gebruikelijk Marianne, het zinnebeeld van de Franse Republiek afgebeeld. Ze kijkt op dit portret vastberaden. Het rondschrift werd veranderd in EDUCATION  PHYSIQUE  ET  SPORTS met achter de letters lauweren.
Boven de ronde medaille is een leeuwenkop bevestigd waarin ook de verbinding met het lint schuilgaat. Op de voorzijde van de medaille is zoals gebruikelijk Marianne, het zinnebeeld van de Franse Republiek afgebeeld. Ze kijkt op dit portret vastberaden. Op de keerzijde staat "REPUBLIQUE FRANÇAISE" onder een opgaande zon. De medailles worden aan lichtblauwe linten op de linkerborst gedragen. De zilveren en gouden medaille aan een lint met gouden bies waarvan de gouden medaille een kleine rozet op lint en baton draagt. De bronzen medaille wordt aan een lint met twee verticale blauwe strepen gedragen. 
De hedendaagse opvolger is de in december 2013 ingestelde Medaille voor de Jeugd en het Verenigingswezen.

## Protocol
Het is gebruik om de Franse medailles op 1 januari and 14 juli uit te reiken. Dat gebeurt tijdens parades en plechtigheden. De onderscheidingen worden de onwaardige, want wegens een misdrijf veroordeelde, dragers ook weer ceremonieel afgenomen. Wanneer men op uniformen geen modelversierselen draagt is een kleine rechthoekige baton in de kleuren van het lint voorgeschreven. Op de baton mag een rozet worden gemonteerd. 
De medaille wordt ook als miniatuur gedragen op bijvoorbeeld een rokkostuum.

## De batons

Bronzen medaille
Zilveren medaille
Gouden medaille